# جيمس بروك
جيمس بروك (بالإنجليزية: James Brooke) (و. 1803 – 1868 م) هو سياسي، وكاتب، ودبلوماسي من ماليزيا، والمملكة المتحدة لبريطانيا العظمى وأيرلندا، ولد في فاراناسي، ويحمل رتبة عسكرية ملازم، توفي عن عمر يناهز 65 عاماً.

## التعليم
تعلم في Norwich School ‏.

## جوائز
حصل على جوائز منها:
- ميدالية المؤسس  [لغات أخرى]‏ (1848)
- نيشان الحمام من رتبة فارس.

## وصلات خارجية
- جيمس بروك على موقع الموسوعة البريطانية (الإنجليزية)